# Le fate (Perrault)
Le Fate (Les Fées) è una fiaba di Charles Perrault, originariamente pubblicata nei I racconti di mamma l'oca nel 1697.

## Trama
Una vedova aveva due figlie: la maggiore superba e orgogliosa, la minore dolce e servizievole. Lei tuttavia prediligeva la maggiore perché le assomigliava. Tutte le incombenze più sgradevoli gravavano sulla minore, come andare due volte al giorno ad attingere acqua alla fonte lontana mezzo miglio.
Un giorno la ragazza incontrò alla fonte una vecchia mendicante che la pregò di darle da bere: ella subito offrì l'acqua con premura. La vecchia era in realtà una fata, che conosceva la gentilezza della fanciulla e voleva sapere fino a dove arrivasse, e da quel momento, ogni volta che la giovane pronunciava una parola uscivano dalle sue labbra fiori e pietre preziose.
La madre, chiamando la giovane "figlia mia" per la prima volta, costrinse allora la sorella cattiva a recarsi anche lei alla fontana per ottenere lo stesso dono. Con molta boriosità quella si recò alla fonte e quando le si avvicinò una principessa a chiedere acqua, la ragazza sgraziatamente rifiutò di porgergliela. La fata (prima vecchia mendicante e ora ricca signora) la punì: ogni volta che apriva bocca le uscivano rospi e serpenti.
La madre per rabbia cacciò di casa la figlia minore che trovò un rifugio nel bosco. Il figlio del re, di ritorno dalla caccia, capitò in quei luoghi disabitati. Vide la bella fanciulla, dalla cui bocca uscivano perle e diamanti, sola e piangente. Ascoltò il racconto delle sue disgrazie, la soccorse, la portò nel suo palazzo e la sposò.
La boriosa sorella, detestata da tutti e abbandonata anche dalle madre, finì per morire in fondo a un bosco.

## Morale
Charles Perrault, come d'abitudine, conclude la narrazione con alcuni versi che ne sintetizzano gli insegnamenti morali:
Abbaglian gli occhi col vivo splendore;
Ma le dolci parole e i dolci pianti
Hanno spesso più forza e più valore.»
ALTRA MORALE
Costa talora acerbi affanni e pene;
Ma presto o tardi la virtù risplende,
E quando men ci pensa il premio ottiene.»
(Charles Perrault, Le fate, traduzione di Carlo Collodi)

## Testo originale di Perrault
Il testo originale, in francese, del 1697 è riportato fedelmente da Wikisource francese  che riporta anche la versione modernizzata del 1902.
Un'altra versione modernizzata del testo originale è quella dei "Classici Garnier" curata da Gilbert Rouger nel 1967 . 

## Traduzione italiana
Carlo Collodi traduce la fiaba in italiano nel 1875. Il testo della fiaba tradotto da Collodi è riportato fedelmente da Wikisource italiana.

## Fonti della fiaba
Alcune fiabe (Pelle d'Asino, Cenerentola, La Bella Addormentata, Pollicino, le Fate, il Gatto con gli stivali) in varianti simili si trovano nel Pentamerone di Giambattista Basile, pubblicato postumo fra il 1634-1636 e prima ancora erano presenti ne Le piacevoli notti di Giovanni Francesco Straparola pubblicate fra il 1550 e il 1556 e poco dopo tradotte in francese.
Tutti gli autori hanno attinto a loro volta dalla preesistente tradizione orale.

### Opere generali
- Bruno Bettelheim, Il mondo incantato. Uso, importanza e significati psicoanalitici delle fiabe, Trad. it. Andrea D'Anna, Milano, Feltrinelli, 2013 - prima edizione 1977
- Vladimir Jakovlevič Propp, Le radici storiche dei racconti di fate, Trad. it. Clara Coïsson, Torino, Bollati Boringhieri, 2012 - prima edizione 1972.

### Opere specifiche
- Marc Soriano, Les Contes de Perrault. Culture savante et traditions populaires, Première parution en 1968, Édition revue et corrigée en 1977
- Italo Calvino, Nota Introduttiva in Charles Perrault, I racconti di Mamma l'Oca. Einaudi, Torino, Seconda Edizione ottobre 1980, pp. V-VIII. - prima edizione febbraio 1974.
- Italo Calvino, in AA. VV.Sulla fiaba, a cura di Mario Lavagetto, Einaudi 1988.